# Хаким Нуруддин
Аль-Хадж Мауляна Хафиз Хаким Нуруддин (араб. الحاج مولانا حافظ حکیم نور الدین‎);
(1841 — 13 марта 1914) — ближайший соратник Мирзы Гулама Ахмада основателя Aхмадийского движения в исламе. После его смерти 27 мая 1908 года, он был избран его первым преемником, став первым Халифом Обетованного Мессии и Имамом Махди, главой Aхмадийской Мусульманской Общины. Он был известным врачом, активным писателем, богословом, и лингвистом. Он прекрасно владел ивритом и арабским языком.
На протяжении многих лет он был личным врачом махараджи Джамму и Кашмира. Его обширные путешествия в поисках религиозных знаний, включали в себя длительное пребывание в городах Мекка и Медина. Его лекции по толкованию Священного Корана и хадисов были одними из главных достопримечательностей для туристов, приезжавших в Кадиан после Мирзы Гулама Ахмада. Все его проповеди и другие произведения были собраны в четырёх томах под названием «Хакаикуль аль-Фуркан». Многие видные учёные из числа толкователей Священного Корана такие как Мирза Баширудин Махмуд Ахмад (Второй халиф), который написал «Тафсир кабир» и «Тафсир сагир», а также Маульви Мухаммад Али и Маульви Шер Али, который одним из первых перевёл Священный Коран на английский язык, были его учениками и отличными комментаторами Священного Корана. Он известен своими опровержениями возражений и критики, выдвинутых христианами и движением Арья Самадж против ислама. Мауляна Нуруддин был первым человеком, который принёс обет верности Мирзе Гуламу Ахмаду. После смерти Мирзы Гулама Ахмада, Нуруддин был единогласно признан в качестве его преемника и стал гарантом единства в ахмадие после смерти её основателя.

## Семья
Генеалогическое древо Мауляны Хакима Нуруддина восходит к Умару ибн аль-Хаттабу, второму халифу ислама.
Хаким Нуруддин был младшим из семи братьев и двух сестер. 34 поколение по прямой линии мужчин его рода берёт начало от Умара ибн аль-Хаттаба, второго халифа ислама. Предки Мауляны Нуруддина эмигрировали из Медины и поселились в Балхе. Они стали правителями Кабула и Газни. Во время нападения Чингисхана, его предки эмигрировали из Кабула, и одними из первых поселились возле города Мултан, позднее они окончательно поселились в городе Бехра. Среди его предков было большое количество святых, которые учили исламу и притязали на гордую привилегию оставить после себя цепь потомков, которые выучили наизусть Священный Коран. Его ранние одиннадцать поколений удостоились этого величия. Его предки проявляли огромную любовь и очарование по отношению к Священному Корану. Среди предков Мауляны Хакима Нуруддина, были святые и ученые самой высокой репутации. Среди его предков были короли, суфии, кази и мученики. Многие его предки когда-то занимали важное место в мусульманском мире. Члены семьи его племени до сих пор известны как князья. В Бехре (его родина), его семья с самого начала пользовалась большим уважением.

## Ранние годы и образование
Хаким Маульви Нуруддин считал, что его первым учителем была его мать Нурбахт. Он говорил, что любовь к Священному Корану было привито ему с молоком его матери. С целью получения начального образования, он пошел в местную школу. Его отец Хафиз Гулам Расул, был мусульманином, и как родитель уделял большое внимание образованию своих детей. Нуруддин напоминал о любви отца к знаниям, посредством факта, который был записан его официальным биографом, Абдул Кадир Садагар Малом.
Мой отец проявлял большой интерес относительно образования своих детей. В нашем городе жил индуистский ученый по имени Мадан Чанд. Он болел проказой. По этой причине люди поселили его вдали от города. Отец послал моего брата учиться у него. Один человек спросил его: «Почему вы уничтожаете жизнь такого прекрасного мальчика?» На что мой отец ответил: «Я не буду противиться, если, он, обретя столько же знаний, сколько обрёл Мадан Чанд, станет прокаженным». Вы должны быть таким же отцом для своих детей. Если бы мой отец был жив сегодня, он послал бы меня учиться в Америку.
Он говорил на языке пенджаби, поскольку это был его родной язык. Однажды услышав солдата, говорящего на урду, он влюбился в этот язык, выучил его, и стал читать книги Шаха Валиуллы.
Старший брат Нуруддина, Султан Ахмад, был очень образованным человеком. Он владел типографией в Лахоре. Однажды, когда Нуруддину было 12 , он вместе со своим братом отправился в Лахор. Там он заболел и был успешно вылечен Хакимом Гуламом Дастгиром Саидом Миттой. Находясь под впечатлением от его манер и его умения, Нуруддин пожелал изучать медицину. Однако брат убедил его изучать персидский язык и направил его с этой целью к известному учителю персидского языка и литературы Мунши Мухаммаду Касиму Кашмири. Нуруддин изучал персидский язык в Лахоре, где он пробыл два года. Основы арабского языка он изучал под руководством своего брата. В 1857 году во время своего путешествия из Бхеры в Калькутту, он встретил книготорговца, который призвал Нуруддина к изучению перевода Священного Корана. С этой целью, он подарил ему печатные копии пяти основных глав Священного Корана вместе с их переводом на урду. Вскоре после этого, купец из Бомбея предложил ему изучить две книги на языке урду «Таквиатуль иман» и «Maшарикуль анвар». Эти книги были толкованием (Тафсир) Священного Корана.
Через несколько он вернулся в Лахор и начал изучать медицину у известного врача Хакима Аллаха Дина из Гунти базара. Он занимался этим в течение некоторого времени, и на этом его учение было отложено.
Позднее Нуруддин был направлен в Равалпинди, чтобы пройти обучение в средней школе в Равалпинди. Ему было 17 лет, когда он пришёл в школу. Он получил аттестат зрелости в возрасте 21 года. Он был блестящим учеником и из-за своих качеств, был назначен директором школы в Пинд Дадан хане. Вероятно, это произошло в Равалпинди, где он имел свой первый контакт, с христианскими миссионерами. Он вспоминал, о своём пребывании в Равалпинди.
Он говорил: «Когда я проживал в Равалпинди, рядом с нашим домом находилось бунгало, принадлежащее англичанину по имени Александр. Однажды этот человек дал мне две книги, которые были напечатаны очень красиво. Они назывались „Мизануль хак“ и „Тарикатуль хаййат“. Я прочитал их очень внимательно. Уже тогда я относился к Священному Корану с огромной любовью. Несмотря на то, что я был ещё ребёнком, я посчитал эти книги постыдными. В то время, я даже не знал о существовании Святого Духа».

## Дальнейшее обучение и путешествия

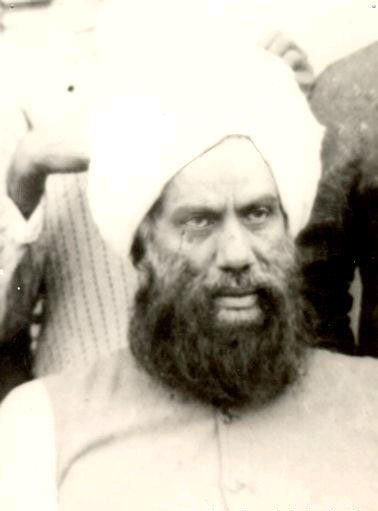
Аль-Хадж Мауляна Хафиз Хаким Нуруддин

Следующие 4-5 лет Нуруддин путешествовал по всей Индии. Он отправился в Рампур, Mурадабад, Лакхнау и Бхопал с целью изучения арабского языка с известными учителями того времени. «Мишкат аль-Maсабих» он изучил под руководством Сайида Хасан Шаха. Фикх (исламское право) он изучал под руководством Азизоллаха Афгани. Исламскую философию он изучал под руководством Маульви Иршада Хусейна Муджадади. Арабской поэзии он учился у Саадуллы Урийала. Логику он изучал под руководством Маульви Абдул Али и муллы Хасана.
В Лакхнау, он отправился для изучения восточной медицины у знаменитого Хакима Али Хусейна Лакхнави. Этот лекарь принял обет не учить никого. По рассказам биографов, когда Нуруддин вошел в его дом на собеседование, и между ними началась дискуссия, это очень впечатлило лекаря, что в итоге, он согласился принять Нуруддина в ученики.
Следующим городом, который он посетил, был Бхопал. Там он занимался медициной и был представлен главе города Бхопал.

### Мекка и Медина
В 1865 году, в возрасте 25 лет, он совершил путешествие по городам Мекка и Медина. Он оставался в этих городах в течение многих лет, чтобы обрести религиозные знания. Он узнал, хадис от известного шейха Хасана Хизраджи и Маулви Рахматулла Kираянвали. Там он принёс обет верности Шаху Абдуль Гани внуку Шаха Валиуллы Дехлеви.

### Возвращение в Бехру
На обратном пути в свой родной город, Нуруддин на несколько дней остался в Дели. Здесь он имел возможность присутствовать на уроках лидера и основателя духовной семинарии Деобанд, Касима Нанаутви, который произвёл на него очень хорошее впечатление. В 1871 году он вернулся в свой родной город Бхера, и открыл религиозную школу, где стал преподавать Священный Коран и хадисы. Кроме этого он стал практиковать восточную медицину. За короткое время он получил известность как врач, и слава о нём дошла до махараджи Кашмира, который в 1876 году назначил его своим придворным врачом.

### Лейб-медик
В 1876 году Нуруддин занял пост придворного врача махараджи Ранбир Сингха — Правителя Джамму и Кашмира. Остались подробные отчеты о его пребывании на посту придворного врача. Все государственные школы и больницы были подчинены ему. Первоначально он был заместителем главного врача, но позднее был назначен главным врачом. Во время своего пребывания на посту главного врача он уделял много времени служению исламу. Он часто дискутировал с самим махараджей на религиозные и интеллектуальные темы. Эти дискуссии прославили его как человека, обладающего бесстрашием и откровенностью. Махараджа и его сын Раджа Амар Сингх говорили о том, что познакомились с Кораном посредством Нуруддина.
Махараджа неоднократно говорил о том, что каждый из его придворных преследует определённую цель, льстит ему и ищет свою пользу. В то время как господин врач, является единственным человеком, который не точит свой топор против власти и посему он нужен государству. Это и было причиной того, что заявления господина врача выслушиваются внимательно, поскольку они не имеют скрытого мотива."
Будучи прекрасным знатоком иврита, Нуруддин был избран сэром Сайидом Ахмад Ханом в качестве координатора команды ученых для составления комментарий к Торе с точки зрения Ислама. За это время он также принял активное участие в деятельности организации «Анджуман Хамаяти Ислам».Нуруддин был личным врачом махараджи до 1876 года. После прихода к власти махараджи Пратапа Сингха, в 1892 году, по политическим причинам Нуруддин был вынужден оставить службу в штате Джамму. Позже он был приглашен на эту должность в 1895 году, но отказался от этого предложения.

### Знакомство с Мирзой Гуламом Ахмадом
В ходе своего пребывания в Джамму Нуруддин постоянно участвует в религиозных дебатах с христианами и индуистами. Однажды он столкнулся с атеистом, который спросил его: «Если понятие о Боге является правдой, почему в эту эпоху разума и знания, никто не утверждает о получении божественных откровений». Это был вопрос, на который Нуруддин нашёл ответ не сразу. В это же время, он наткнулся на разорванные страницы из книги под названием «Барахинэ Ахмадийя». Книга была написана Мирзой Гуламом Ахмадом из Кадиана, который позднее выдвинул притязание на сан Обетованного Мессии и Имама Махди. Нуруддин был сильно удивлен, увидев, что автор этих страниц выдвигал притязание на получение откровений. Он и стал читать её с ещё большим интересом. Он был так впечатлен этой книгой, что решил встретиться с писателем. Позднее Нуруддин вспоминал свою первую встречу с Мирзой Гуламом Ахмадом.
Он сказал:

Когда я прибыл в Кадиан, я очень горячился, дрожал от беспокойства и лихорадочно молился.
Позднее Нуруддин заявил:

Это было после молитвы «Аср», я подошел к мечети «Мубарак». Как только я увидел его лицо, я был вне себя от радости, и чувствовал себя счастливым и благодарным Богу за то, что нашел идеального человека, которого искал всю свою жизнь …
В конце первой встречи, я предложил ему принести свой обет верности. Мирза Гулам Ахмад сказал, что ему ещё не было поручено Богом, принимать обет верности. Тогда я сказал: " Господин Мирза обещайте мне, что я буду первым у кого, вы примете обет верности — Аль-Хакам
Во время своего пребывания в Кадиане, Нуруддин стал близким другом Мирзы Гулама Ахмада. Они проявляли друг к другу взаимное уважение. Хотя эта связь превратила его из мастера в ученика, Нуруддин навсегда оставался учеником Мирзы Гулама Ахмада. В итоге он оставил свою работу в Кашмире и переселился в Кадиан, построив там дом. Он часто сопровождал Мирзу Гулама Ахмад во время его путешествий.
Однажды Нуруддин попросил Мирзу Гулама Ахмада, назначить ему задачу совершения интеллектуального джихада. Мирза Гулам Ахмад попросил его написать книгу ответов на обвинения христиан против ислама. В результате, Нуруддин написал два тома книги "Фаслуль хитаб мукаддима ахли китаб.
После завершения этого труда, он вновь попросил Гулама Ахмада назначить ему задачу. На этот раз, Мирза Гулам Ахмад попросил его написать опровержение убеждений движения «Арья Самадж». Нуруддин написал книгу "Taсдик Барахинэ Ахмадийя ", которая стала укороченным вариантом книги «Барахинэ Ахмадийя»

### Халифат
После смерти Мирзы Гулама Ахмада Нуруддин был единогласно избран его первым преемником. Среди его достижений, как халифа отмечается перевод Священного Корана на английский язык. Под его руководством в 1914 году была открыта первая миссия ахмадие в Англии. В период его Халифата стали публиковаться различные газеты и журналы. Став Халифом, он лично принимал участие в двух успешных дебатах в городах Рампур и Мансури. Он посылал различные группы ученых из Кадиана для проповедования послания ахмадийята, чтения лекций по исламу и проведения религиозных дискуссий во многих городах на территории Индии. Все мероприятия, организованные при его непосредственном участии, оказались очень успешными для ахмадие. В эти группы часто включались такие ученые ахмадие, как Ходжа Камалуддин, Мирза Башируддин Махмуд Ахмад и муфтий Мухаммад Садик.

### Казначейство
В период своего Халифата, чтобы справиться с растущими финансовыми потребностями общества, Нуруддин создал официальную казну ахмадийского сообщества («Байтул мал»). Все финансовые средства, а также закят и другие добровольные взносы были направлены в казну, под его руководством также были учреждены различные нормы и административные правила для управления этим казначейством.

### Публичная библиотека
Нуруддин был образованным человеком и любил книги. Вскоре после своего избрания на пост Халифа, он создал общественную библиотеку в Кадиане. Он пожертвовал множество книг из своей личной библиотеки, а также сделал некоторые значительные финансовые взносы. Его примеру последовали многие другие члены Ахмадийского сообщества. Библиотека была поставлена под контроль Мирзы Башируддина Махмуда Ахмада.
В 1911 году британское правительство объявило о том, что церемония коронации императора Индии короля Георга V будет проводиться в Дели. Нуруддин обратился к королю с просьбой предоставления мусульманским служащим и работникам перерыва на два часа в полдень, в связи с пятничным богослужением в мечетях. Его просьба была с удовольствием удовлетворена.

### Миссия в Великобритании
Когда Ходжа Камалуддин отправился в Лондон в связи с его юридической практикой, Нуруддин посоветовал ему иметь в виду три вещи. Одной из них была попытка открыть мечеть, которая первоначально была построена одной дамой из Бхопала, и была заперта в течение некоторого времени. Добравшись до Лондона, Ходжа Камалуддин поинтересовался насчёт этой мечети, встретился с другими мусульманами и открыл эту мечеть.

### Внутренние распри
Он также занимался предотвращением внутренних раздоров, которые были начаты некоторыми высокопоставленными членами Aхмадийского высшего совета. Они выразили несогласие с некоторыми из административных принципов в отношении прав на халифат. В итоге, после его смерти, эта группа покинула Кадиан, и основала свою штаб-квартиру в Лахоре. Впоследствии ими было создано своё собственное объединение, известное как «Ахмадия Анджуман Ишатэ Ислам»

### Книги, которые он написал
- «Хакаикуль Куран» (Комментарии к Священному Корану)
- «Баяз Нуруддин» (медицинское учебное пособие)
- «Фаслюль хитаб мукаддима ахли китаб»[15] (ответ на возражения христиан и критику ислама)
- «Ибталь Улюхияти Масих» (Фальсификация божественности Христа)
- «Раддэ Taнасух» (Опровержение реинкарнации)
- «Taсдик Барахинэ Ахмадийя» (Подтверждение истинности Ахмадийских доводов, как ответ Пандиту Лекх Раму)
- «Миркатуль якин фии хаяти Нуруддин» (Ступени убеждений в жизни Нуруддина) (автобиография)
- «Диниятка пехла рисаля» (Первая книга обучения религии).

### Брак и дети

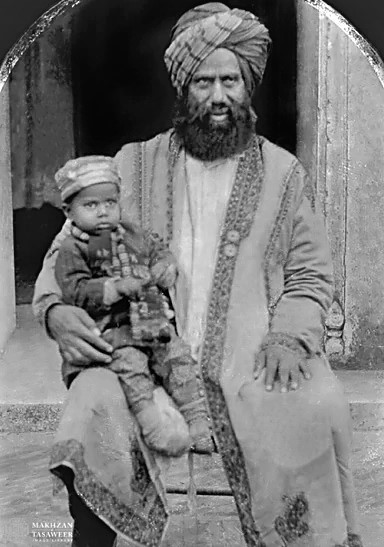
Нуруддин со своим сыном Абдул Хайем.

Нуруддин был женат трижды. Его первая супруга умерла, прежде чем он был избран на пост Халифа. Второй его супругой стала дочь суфия Ахмаджана из Лудхианы. Мирза Гулам Ахмад лично убедил его жениться на ней, поскольку у него долгое время не было детей от первой жены. Суфий Ахмаджан имел дружеские отношения с Мирзой Гуламом Ахмадом. Нуруддин имел детей от обеих своих жен.
- От первой жены госпожи Фатимы (дочери шейха Мукаррама Бхерви)[16] он имел троих детей:

1. Госпожа Умама
2. Госпожа Хафса
3. Госпожа Аматулла

- От второй жены госпожи Сугры Бегум (дочь суфия Ахмаджана, также известного как Aммаджи)[16] , он имел пятерых детей:

1. Госпожа Aматуль Хай.
2. Г-н Абдуль Хай
3. Г-н Aбду Салам
4. Г-н Абдуль Ваххаб
5. Г-н Абдуль Манан

Информация о его третьей жене отсутствует Вероятно, он женился на ней, когда гостил в Мекке и Медин. Многие из его детей умерли ещё в детстве.